# Overstromingen in België 2010

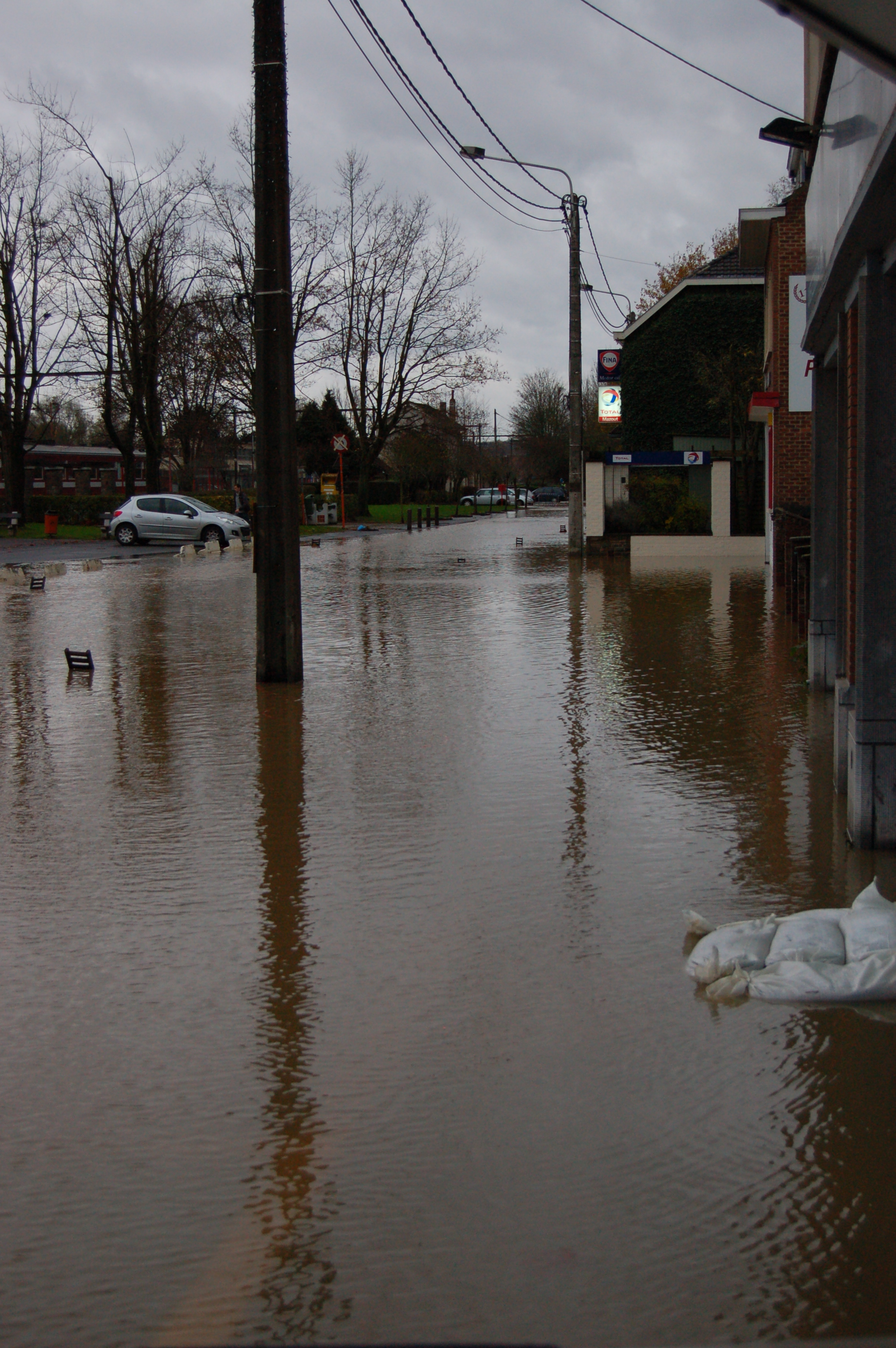
Overstroming bij Limal (Waver)

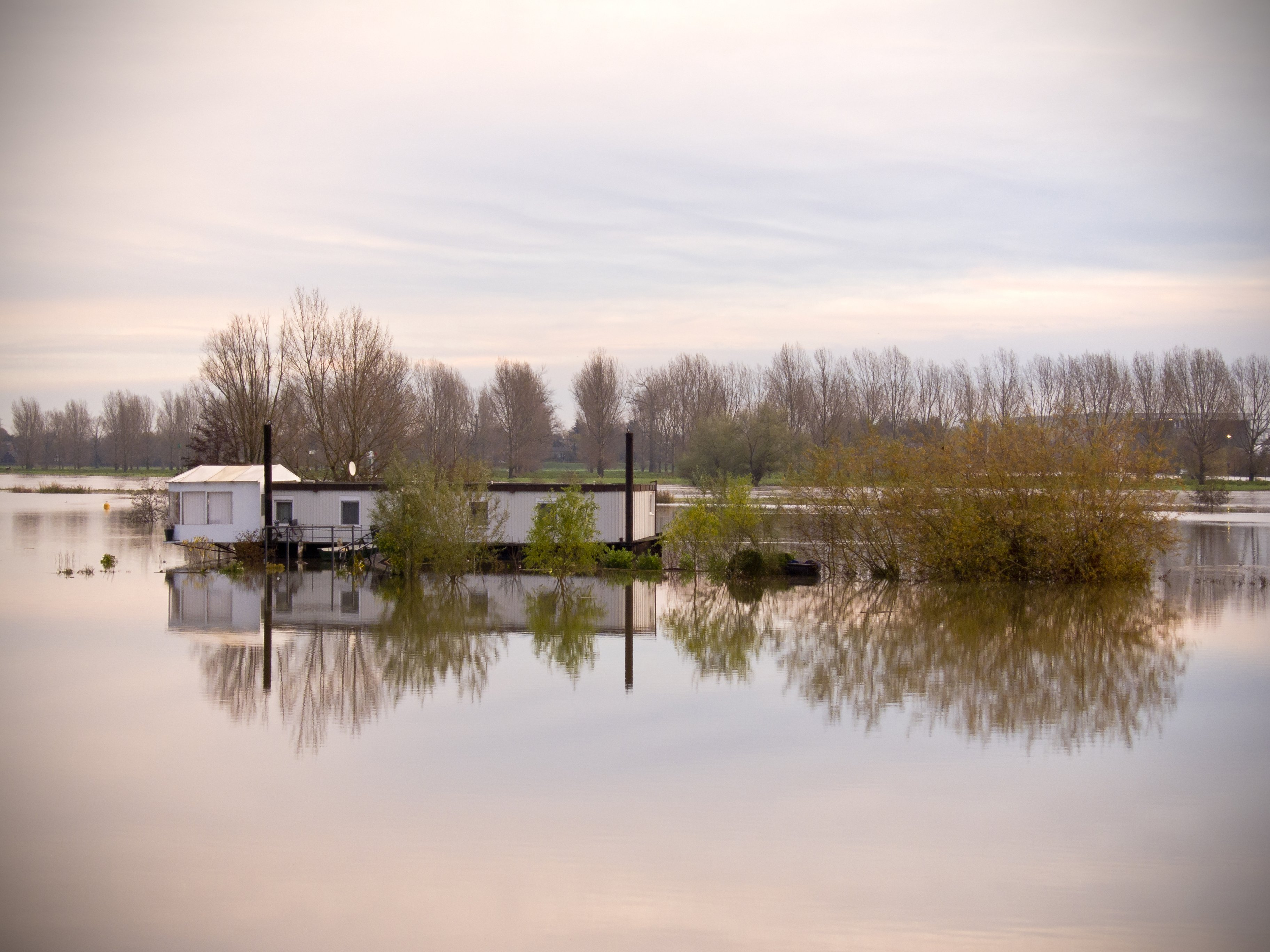
De Maas bij het Nederlands-Limburgse Roermond stond door de overstromingen in België een stuk hoger dan normaal

In november 2010 had België te kampen met hevige regenval en daarmee gepaard gaande overstromingen. De problemen begonnen op 12 november. Door de hevige regenval was het waterpeil van een groot aantal rivieren en kanalen in België, behalve dat van de Maas en de IJzer, boven het alarmpeil gestegen. Ook de aangelegde spaarbekkens liepen volledig vol. Op enkele plaatsen vonden er ook dijkbreuken plaats: bij Sint-Pieters-Leeuw (centrum en Ruisbroek) en Beersel aan het Kanaal Charleroi-Brussel en in Overboelare bij Geraardsbergen. Tal van mensen moesten uit hun huizen worden geëvacueerd. Naast de gewone hulpdiensten werd ook een kleine ploeg van het Belgisch leger ingezet om te helpen.
In de provincies Oost-Vlaanderen en Vlaams-Brabant was de situatie zeer ernstig. West-Vlaanderen bleef grotendeels gespaard. In Henegouwen vielen drie doden: twee personen in Solre-Saint-Géry bij Beaumont en één in Twee-Akren, deelgemeente van Lessen. De weduwe van een van de beide slachtoffers in Solre-Saint-Géry heeft zichzelf enkele uren na de dood van haar man van het leven beroofd in haar woning. Op 14 november kwam in Oostmalle (Malle) een 85-jarige man door onderkoeling om het leven nadat hij met zijn wagen vast kwam te zitten.
De overstromingen worden beschouwd als de zwaarste in 50 jaar. De schade werd geraamd op 180 miljoen euro.

## Situatieschets per provincie

### Antwerpen
De provincie Antwerpen werd slechts gedeeltelijk getroffen door het noodweer. De situatie was het ergst in Willebroek: daar werd kort het gemeentelijk rampenplan afgekondigd. Het waterpeil van het Zeekanaal Brussel-Schelde bleef stijgen door de aanvoer van veel water vanuit Vlaams-Brabant. Door de hoge waterstand van de Rupel kon het overtollige water niet meer doorstromen van het kanaal naar de Rupel. Daarnaast waren er ook problemen in Hemiksem, Ranst en Emblem, maar deze waren vooral lokaal van aard.

### Limburg en Nederlands-Limburg
Hier lag de druk vooral op het Demerbekken. Een dijkbreuk in Diepenbeek zette de campus van de universiteit Hasselt blank. Ook het opleidingsinstituut van Syntra te Hasselt is tijdelijk onbruikbaar door binnengestroomd water. Verder stroomafwaarts waren de problemen het grootst in Halen, waar de Velp en de Gete hun overvloed niet tijdig in de Demer kwijtraakten.
Door de recente verbreding van de Maasbedding op de grens met Nederlands Limburg, bleven de problemen daar grotendeels beperkt.
In Nederland moesten verscheidene waterschappen wegen en fietspaden afsluiten; in de Maastrichtse wijk Itteren moest een kermis verplaatst worden door het snel stijgende water.

### Oost-Vlaanderen
Op 14 november werd in Oost-Vlaanderen de provinciale fase van het rampenplan afgekondigd. De problemen werden veroorzaakt door de hoge stand van de Dender, die die ochtend ongeveer 72 cm boven het alarmpeil stond. De grootste problemen concentreerden zich rond Geraardsbergen, Ninove, Dendermonde, Brakel, Oudenaarde en Aalst. In de middag werd het rampenplan opgeheven. Laat in de avond waren er opnieuw problemen in Lokeren en Sint-Martens-Latem en werd het rampenplan opnieuw afgekondigd. De volgende dag werd het opnieuw opgeheven.

### Vlaams- en Waals-Brabant
In Vlaams-Brabant werden Londerzeel, Sint-Pieters-Leeuw en Beersel (Lot) het ergst getroffen. In die laatste twee gemeenten werden bressen in de dijken aan het kanaal Charleroi-Brussel geslagen, waardoor tal van woonwijken bedreigd werden. Honderden mensen moesten uit voorzorg worden geëvacueerd. In Londerzeel stond het water in de huizen soms tot een meter hoog. Zowel het centrum van deelgemeente Steenhuffel als het gehucht Sneppelaar stonden volledig blank.
In Waals-Brabant werd Tubeke zeer ernstig getroffen: in totaal werden 400 tot 500 bewoners geëvacueerd en werd het gemeentelijk rampenplan afgekondigd. De volledige vallei van de Zenne stond blank. Naast de gewone hulpdiensten kwam ook het leger helpen bij de evacuatie. Ook in Waver waren er ernstige problemen. Het pretpark Walibi Belgium in Waver deelde ook in de klappen en stond gedeeltelijk onder water.

### West-Vlaanderen
In West-Vlaanderen bleven de problemen grotendeels beperkt tot de gemeenten Zwevegem en Avelgem. Daar liepen enkele straten onder water. De situatie bleef wel onder controle.
In Meulebeke stond er wel op enkele plaatsen het water tot één meter hoog.

### Openbaar vervoer
Door de overstromingen ondervond ook het openbaar vervoer hinder. In Wallonië, en in mindere mate ook in Vlaanderen, ondervond het treinverkeer ernstige hinder van grondverschuivingen, omgewaaide bomen en ondergelopen spoorbeddingen. Ook was het busverkeer in Wallonië en de provincies Oost-Vlaanderen, West-Vlaanderen en Vlaams Brabant ernstig verstoord.

## Oorzaak
In de dagen na de overstroming, op 17 november, werd in het Vlaams Parlement gediscussieerd over de reden van de grote wateroverlast. Een aantal redenen:
- te snelle afvoer van het regenwater (te beperkte berging)
- het recente uitbaggeren van het Waalse deel van de Dender[9]

Voor wat de wateroverlast bij de Dender betreft, worden ook het rechttrekken van de Dender en het hoog percentage van verharde oevers (beton, steenkorven of kaaimuren) aangehaald, waardoor de rivier geen ruimte meer krijgt.